# مسعود كيميايي
مسعود كيميايي (بالفارسية: مسعود کیمیایی) (مواليد 29 يوليو 1941)  مخرج سينمايي وكاتب السيناريو ومترجم إيراني. في عام 1969 صدر له فيلم يحمل اسم قيصر وهذا الفيلم من أول أفلام الموجة الجديدة في السينما الإيرانية.

## روابط خارجية
- مسعود كيميايي على موقع IMDb (الإنجليزية)
- مسعود كيميايي على موقع ألو سيني (الفرنسية)
- مسعود كيميايي على موقع تيرنر كلاسيك موفيز (الإنجليزية)
- مسعود كيميايي على موقع أول موفي (الإنجليزية)
- مسعود كيميايي على موقع قاعدة بيانات الفيلم (الإنجليزية)